# マレーシア・イスラーム青年運動

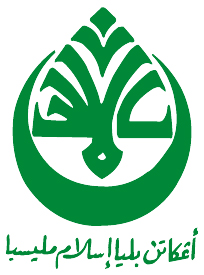
ABIMのロゴ

マレーシア・イスラーム青年運動 (ABIM; まれーしあ・いすらーむ・せいねんうんどう、マレーシア語 : Angkatan Belia Islam Malaysia ) は、Ustaz Abdul Wahab Zakariaによって1971年8月6日に結成されたマレーシアのイスラーム団体。後に副首相、財務相、野党連合の指導者、首相を歴任するアンワル・イブラヒムが代表を務めていた団体として知られている。

## 活動

### 1970年代
ABIMは、国際的なイスラーム復興の傾向の中、マレーシアで組織された。とりわけ、イスラーム教徒の学生集団であるマレーシア・イスラーム学生全国協会 (PKPIM) が中心となって組織されたABIMは、貧困層に対するチャリティー活動や教育プログラムを通じてイスラームの推進をはかった。私立学校であり「インスティテュート」との呼び名で知られているヤヤサン・アンダ (Yayasan Anda, 「あなたの財団」の意味) が、イスラーム教育を推進する中心的な拠点となった。ABIMの人気は、若者たちの間で広がった世俗化と西洋化への懐疑によって支えられた。ABIMは、イスラーム教徒の学生によるDawah (ダーワ活動) への参加を支援し、マレーシアにおける教宣活動の初期段階で重要な役割をはたした。
ABIMは1970年代後半に最盛期を迎えた。ABIMは、教宣の手法を通じて根本的で本当のイスラームの教えへの回帰を唱えた。

### 1980年代
1980年代の10年間は、政府との「国家建設におけるパートナーシップ」というコンセプトを通じて、新しいアプローチを行った。「内部からの改革」としても知られるこのアイデアは、大いなる成功を経験した。とりわけ、もともとはABIM年次総会で提示されたイスラーム大学とイスラーム銀行の設立というアイデアが、実際にマレーシア国際イスラーム大学 (1982年設立) やマレーシア・イスラーム銀行 (1983年起業) という形で実際に実現していった頃が、ABIMにとって成功を経験した時期である。

### 1990年代以降
名目上は政治団体ではないものの、ABIMは、政府はイスラームの原理によるコンプライアンスに基づく良き統治ができていないとの観点から、一貫して政府批判を行った。メンバーは、1986年までは4万人にであったが今日は6万人に拡大している。ABIMのミッションに対し、マレーシアのイスラーム教徒が継続的に支援している。
ABIMは今日、第8代議長のAmidi Dato' Abdul Mananの指導の下、若者の強い結びつきと無党派活動が続いている。ABIMは、その宗教的正統性を高め、多くのイスラーム諸国の国際NGOとの関係を保つことで、国際的な認識をえる運営を行っている。国内におけるABIMは、穏健な改革思考を推進することでもっとも重要な宗教的圧力団体の一つとなっている。

## 歴代議長
| 歴代 | 任期         | 名前                         |
| ---- | ------------ | ---------------------------- |
| 初代 | 1971-1974年  | Prof Dr Razali Nawawi        |
| 2代  | 1974-1982年  | Dato' Seri Anwar Ibrahim     |
| 3代  | 1983-1991年  | Dato' Dr Siddiq Fadzil       |
| 4代  | 1991-1997年  | Prof Dr Muhammad Nur Manuity |
| 5代  | 1992-2005年  | Ahmad Azam Abdul Rahman      |
| 6代  | 2005-2009年  | Dr Yusri Mohamad             |
| 7代  | 2009-2011年  | Dr Muhamad Razak Idris       |
| 8代  | 2011年- 現在 | Amidi Dato' Abdul Manan      |